# Francesco La Macchia
Francesco La Macchia (Furnari, 9 ottobre 1938 – Furnari, 31 luglio 2017) è stato un canoista italiano.
Con Aldo Dezi fu medaglia d'argento nel C2 1000 m ai Giochi olimpici di Roma 1960

## Palmarès
| Anno | Manifestazione  | Sede | Risultato | Gara      | Tempo   | Note  |
| ---- | --------------- | ---- | --------- | --------- | ------- | ----- |
| 1960 | Giochi olimpici | Roma | Argento   | C2 1000 m | 4:20.77 | [ 1 ] |